# Osei Kwame Panyin
Osei Kwame Panyin (1765–180?) war von 1777 bis 1801 (nach anderen Quellen 1789 oder 1803) der 5. Asantehene (Herrscher) des aufstrebenden Königreichs der Aschanti im heutigen Ghana.
Kwame Panyin führte die politischen Reformen seines Vorgängers Osei Kwadwo fort, die sogenannten „Kwadwoschen Reformen“. Durch diese Reformen wurden die meisten Amtsinhaber im Aschantireich durch den Asantehene aufgrund von Verdiensten und Fähigkeiten bestimmt, anstatt durch Vererbung, und so die Macht des Asantehene vergrößert. Kwame Panyins Regentschaft endete mit seiner Absetzung, Flucht nach Dwaben und späteren Verbannung. Die genauen Umstände sind umstritten. Einer der Anklagepunkte bezog sich auf angebliche Pläne, islamisches Recht im Aschantireich einzuführen; so soll er etwa bei verschiedenen Riten Menschenopfer verboten haben.